# Sputnik 10
Sputnik 10 byl 5. test vesmírné lodi Vostok a poslední ze série lodí určené pro test letu člověka do vesmíru. Let odstartoval 25. března 1961 z kosmodromu Bajkonur, na palubě byla figurína kosmonauta a pes Hvězdička (Zvjozdočka). Po jednom obletu Země loď úspěšně přistála.